# Xoridesopus maculatus
Xoridesopus maculatus là một loài tò vò trong họ Ichneumonidae.